# Orlane
Orlane (bułg. Орляне) – wieś w Bułgarii, w obwodzie Łowecz, w gminie Ugyrczin. Według danych szacunkowych Ujednoliconego Systemu Ewidencji Ludności oraz Usług Administracyjnych dla Ludności, 15 czerwca 2020 roku miejscowość liczyła 82 mieszkańców.

## Osoby związane z miejscowością

### Urodzeni
- Doczo Penkow (1924–1944) – bułgarski partyzant